# 巍山古城
本条目叙述的是巍山古城，南诏镇古建筑群、等觉寺请参阅条目南诏镇古建筑群及等觉寺。
巍山古城又称蒙化城，位于中国云南省大理州巍山彝族回族自治县南诏镇境内。古城内大街小巷纵横交错，为棋盘式格局，民居的建筑体型、体量、色调大多保留了明清建筑风貌，土木结构。1994年巍山被评为中国国家历史文化名城，巍山北街在2011年6月被评为“中国历史文化名街”。

## 历史
唐、宋时期，该地是南诏、大理国的重要城镇，元代段氏在此地筑土城据守，明洪武二十三年（1390年），设蒙化卫，在蒙化府土城南建砖石城，作为蒙化卫治所，并把土城和石城连为一片，成今貌。明清两朝，古城一直是蒙化府和蒙化卫（清康熙年间裁革归府）所在地。民国时期是蒙化县和云南省第五区行政专员公署所在地。

## 古跡
巍山古城目前主要古迹为拱辰楼（拱辰门）、星拱楼、东岳庙、文庙、等觉寺及玉皇阁等。
- 拱辰楼：位于古城中心，原为蒙化府北门城楼，始建于明洪武二十二年（1389年），最初为三重檐城楼，永曆四年（1650年）改为二层。现楼为重歇山顶，面阔5间28米，进深17米，高16米，建于高8.5米的城廊上。楼阁南侧悬“雄魁六诏”匾额，为清乾隆三十六年（1771年）蒙化府同知康勤所书，北侧则悬“万里瞻天”匾，乾隆五十年，蒙化直隶厅同知黄大鹤书。2015年1月3日，拱辰楼因火灾被毁[3]，火灾前被私人承包開茶社[4]。
- 星拱楼：星拱楼又名“文笔楼”，位于巍山古城正中，为明代蒙化府府城中心过街楼。始建于明代洪武二十三年（1390年），清康熙五十年（1711年）重修，咸丰七年（1857年）毁，咸丰十年（1860年）由杜文秀回民起义军将领左参军马国忠重建。楼顶尚存“太岁纪年”题记。楼通高11米，由木结构城楼与砖石结构基座两部分组成。基座面阙、进深均为18.7米，通高6.3米，基座石砌，四向贯通，门洞作券顶。楼作亭阁式，为抬梁与穿斗相结合梁架，重檐歇山顶。面阙、进深均为9.75米，楼底层四周设廊，内外均饰斗拱，四面悬“瑞霭华峰”（东）、“巍霞拥鹤”（南）、“玉环瓜浦”（西）、“苍影盘龙”（北）匾额，绘写巍山四环景色。上层四周设窗，凭栏可望巍山全境。城楼上下比例匀称，保存完整。

## 圖片
- 拱辰楼（拱辰门）
- 群力门（原文献楼）
- 拱辰楼前的日昇街
- 星拱楼南面
- 巍山古城导览图